# Лавки (село)
Ла́вки — село у Мукачівській міській громаді Мукачівського району Закарпатської області України.

## Історія
В південно-західній околиці села — курган, відомий у населення під назвою Горбок. В центрі села під час риття канави для фундаменту виявлено групове поховання з тілопокладенням ІХ — ХІ століття.
Перша згадка у 1360-році як Lauka, інші назви: 1459- Luka, Lwka, 1570-Lauka.
Церква св. Миколи Чудотворця. 1891
Церкву згадують у 1692 р. як філію Лохова. В 1733 р. в селі стояла дерев'яна церква св. Миколи з одним дзвоном. Філія в Клячанові також мала дерев'яну церкву. Востаннє дерев'яну церкву згадано в шематизмі 1883 р.
Теперішня церква — типова мурована споруда, збудована стараннями пароха Юлія Чучки. Розповідають, що великою була і заслуга місцевого жителя на прізвисько Старий Бірув, який, можливо, справді був старостою села. Церкву не могли закінчити, і тоді жінка із Старого Давидкова допомогла грошима, продавши свою землю. За переказом, та жінка на власних коровах привезла матеріал на церкву.
На головному фасаді зазначені дві дати: 1862 — рік спорудження (можливо, початку спорудження) і 1982 — рік зовнішнього ремонту. Спочатку церква була вкрита шинґлами, а потім бляхою, яку змінили 1996 р.
Гарним є бароковий іконостас з іконами доброго малювання, своєрідно розмальовано стіни і стелю. Стінопис перемалювали в 1969 р. свалявцями Ю. Чубірком, П. Звіздарем, М. Циганином за священика А. Штеця. Дерев'яну каркасну одноярусну дзвіницю на бетонному фундаменті, увінчану ліхтарем з главкою та хрестом, збудували в середині 1930-х років.
Широ́кий — заповідне урочище місцевого значення в Україні. Площа 5 га. Статус отриманий згідно з рішенням облради від 31.05.1993 року. Перебуває у віданні ДП «Мукачівське ЛГ» (Мукачівське л-во, кв. 19, вид. 16, 18).
Статус присвоєно для збереження унікальної плантації субтропічної культури чаю. Урочище є цінним об'єктом для наукових досліджень.

## Населення
Згідно з переписом УРСР 1989 року чисельність наявного населення села становила 1278 осіб, з яких 616 чоловіків та 662 жінки.
За переписом населення України 2001 року в селі мешкали 1284 особи.

### Мова
Розподіл населення за рідною мовою за даними перепису 2001 року:
| Мова       | Відсоток |
| ---------- | -------- |
| українська | 98,38 %  |
| російська  | 1,31 %   |
| угорська   | 0,23 %   |

## Відомі люди
- Гудивок Петро Михайлович (1936—2012) — український математик.
- Кость Ярослав Васильович — солдат Збройних сил України, загинув у боях за Дебальцеве.
- Росул Рустам Михайлович (1984) — солдат Державної прикордонної служби України, нагороджений орденом «За мужність» III ступеня.
- Гудивок Павло Павлович (1995—2021) — учасник ООС, солдат 24-ї окремої механізованої бригади імені короля Данила. Помер під час виконання військового обов`язку.

## Туристичні місця
- В південно-західній околиці села — курган, відомий у населення під назвою Горбок. 
- В центрі села під час риття канави для фундаменту виявлено групове поховання з тілопокладенням IX — ХІ століття.
- храм св. Миколи Чудотворця. 1891
- Широ́кий — заповідне урочище місцевого значення в Україні.